# Las cosas nunca están tan mal que no puedan ir peor
Las cosas nunca están tan mal que no puedan ir peor: Dentro del colapso de Venezuela fue escrito por William Neuman, corresponsal de The New York Times. El libro narra las experiencias y los reportajes de Neuman sobre el tiempo que pasó en Venezuela entre 2012 y 2019, con un enfoque particular en los apagones venezolanos de 2019.

## Antecedentes y desarrollo
El corresponsal del New York Times, William Neuman, llegó por primera vez a Venezuela en 2012 y observó la crisis que se desarrollaba en ese país hasta su partida en 2016. Regresó a Venezuela en 2019 para cubrir la crisis presidencial venezolana y vivió los apagones de 2019.
El título del libro surgió de una conversación que Neuman tuvo con un venezolano que opinaba que las cosas aún podían empeorar después de haber visto a su país deteriorarse.

## Estructura
El libro está estructurado en tres partes; la historia de Venezuela y el ascenso de Hugo Chávez, la presidencia de Nicolás Maduro y finalmente las gestiones de Juan Guaidó y Estados Unidos durante la crisis presidencial venezolana.
La primera parte analiza el populismo de Chávez y el contexto en el que se aplicó dentro de la historia y la economía de Venezuela. Neuman escribe sobre la historia de la industria petrolera venezolana y cómo en la década de 1970, durante el período posterior al Pacto de Puntofijo, existía un estado de clientelismo en Venezuela con una economía y un orden político centrado en el petróleo. La sección luego detalla que después de que Chávez fuera elegido, las ventas de petróleo durante el auge de las materias primas de la década de 2000 fueron casi el doble de grandes que durante el auge de las materias primas de la década de 1970, y que Chávez utilizó su estatus de celebridad para implementar políticas socialistas vacías, que Neuman describe como "showcialismo".
La segunda parte cubre los primeros años de la presidencia de Maduro, su respuesta reprimiendo la disidencia y los fracasos económicos de la época. Sostiene que los apagones de 2019 fueron la culminación de la mala gestión sistémica de Venezuela. La segunda parte cuenta el relato de un abogado que casi muere mientras era torturado por las Fuerzas de Acciones Especiales (FAES).
La tercera parte detalla los esfuerzos de Estados Unidos y sus responsables políticos para ayudar a Guaidó en su esfuerzo por liderar Venezuela, entrevistando a funcionarios de la oposición estadounidense y venezolana.  Neuman escribe que en su esfuerzo por derrocar a Maduro, Estados Unidos conspiró con políticos de la oposición para promover el ascenso de Guaidó a la disputada presidencia, que muchas de sus acciones fueron improvisadas y cuán inútil fue la oposición, lo que resultó en que Maduro mantuviera el poder.  

## Recepción
Newsweek incluyó el libro entre los "22 libros que esperamos leer en 2022", afirmando que "Neuman se basa en entrevistas profundas que realizó y en su profundo conocimiento del país y su historia para detallar crudamente cómo el país llegó a donde está hoy".
La reseña de Tim Padgett en The New York Times dice que "Neuman explica hábilmente" los temas, describiendo el libro como "ricamente documentado"; Publishers Weekly estuvo de acuerdo en que estaba "profundamente documentado" y Richard Feinberg lo describe en Foreign Affairs como un "relato bien documentado". En un artículo publicado en la revista india The Week, R. Viswanathan afirma que "Neuman ha dado un relato completo de las omisiones y las acciones de [Hugo] Chávez, pero ha ignorado el hecho de que Chávez fue una creación de sus predecesores y de los líderes de la oposición".

## Adaptación televisiva
Sunset Lane Media adquirió los derechos del libro en septiembre de 2022 después de que el productor Kip Azzoni se acercara al director ejecutivo y fundador de Sunset, David Beaubaire, para crear el proyecto. Neuman afirmó: "Estoy entusiasmado de trabajar con David y Kip en un proyecto que arrojará luz sobre la trágica crisis en Venezuela y el sufrimiento de la gente común allí... Venezuela es una historia que sirve de advertencia para mostrar cómo la polarización política extrema puede utilizarse para ganar y conservar el poder, al tiempo que se destruyen las instituciones que hacen que la democracia funcione".